# Reserva nacional Ralco

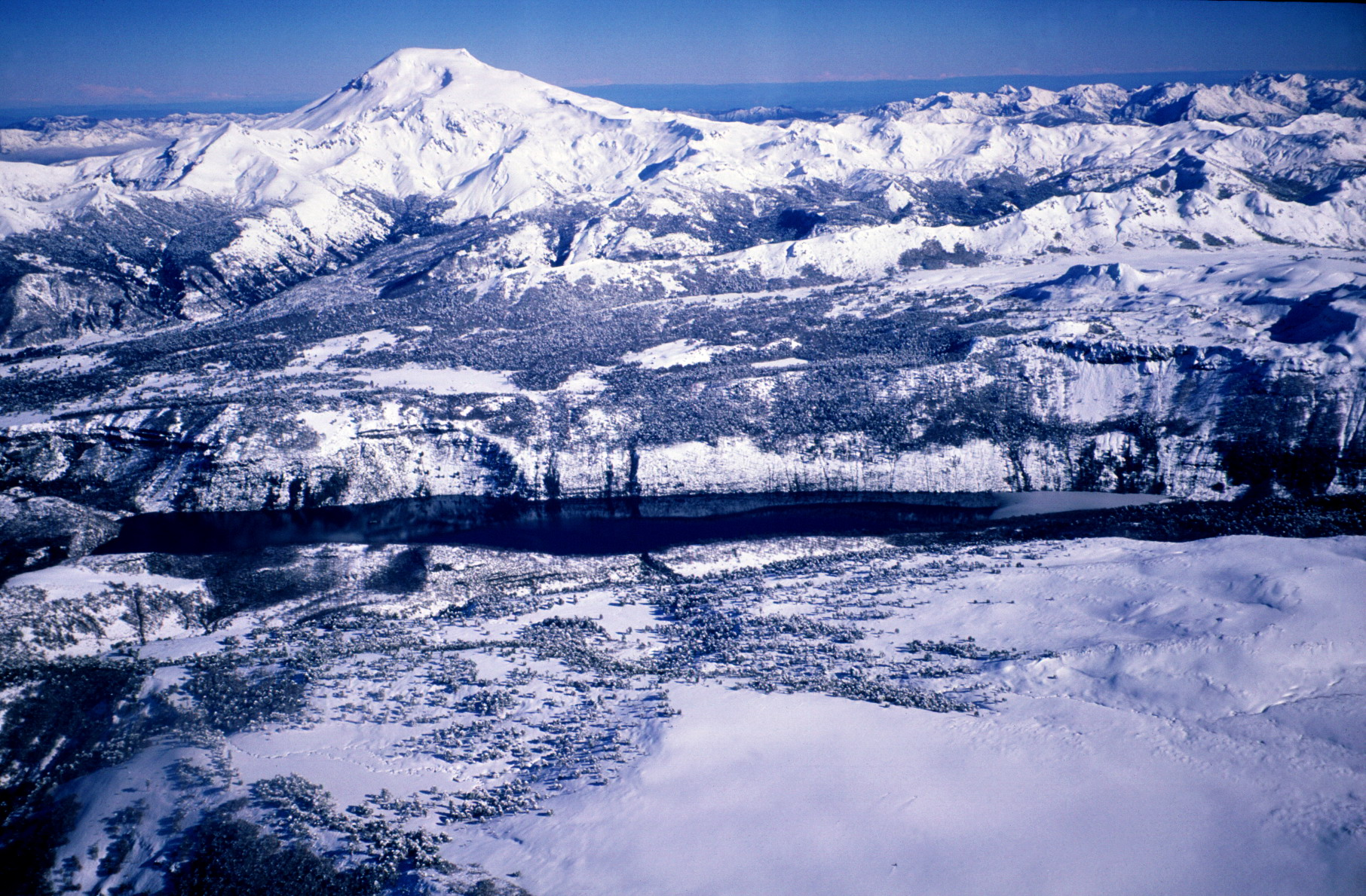
El volcán Callaqui y la laguna El Barco, cubiertos de nieve

La Reserva Nacional Ralco está ubicada en la comuna de Alto Biobío perteneciente a la Región del Biobío. La reserva fue creada el 9 de septiembre de 1987, se caracteriza por su paisaje andino con presencia de importantes bosques de araucarias y lengas. Existe la presencia de comunidades pehuenches que han utilizado ancestralmente los terrenos de la reserva para actividades ceremoniales, veranadas para sus animales y para recolectar piñones (fruto de la araucaria).

## Descripción
La reserva cuenta con una superficie de 12.421 ha y una altura media de 1200 m s. n. m. Su paisaje está dominado por el volcán Callaqui, el que dejado rastros de su actividad en toda el área.

### Flora
Corresponde a un bosque andino patagónico en el que destacan la presencia de:
- Araucarias (Araucaria araucana)
- Lengas (Nothofagus pumilio)
- Ñirres (Nothofagus antarctica)
- Robles (Nothofagus obliqua)

### Fauna
Entre otras especies, en la reserva habitan:
- Bandurria (Theristicus caudatus)
- Carpintero negro (Campephilus magellanicus)
- Cóndor (Vultur gryphus)
- Puma (Puma concolor)
- Vizcacha (Lagidium viscacia)
- Zorro culpeo (Lycalopex culpaeus)

### Clima
La zona presenta un clima cordillerano con veranos secos y cálidos, y durante el invierno hay presencia de abundantes precipitaciones en forma de nieve, acumulándose varios metros en algunos sectores.

## Actividades turísticas

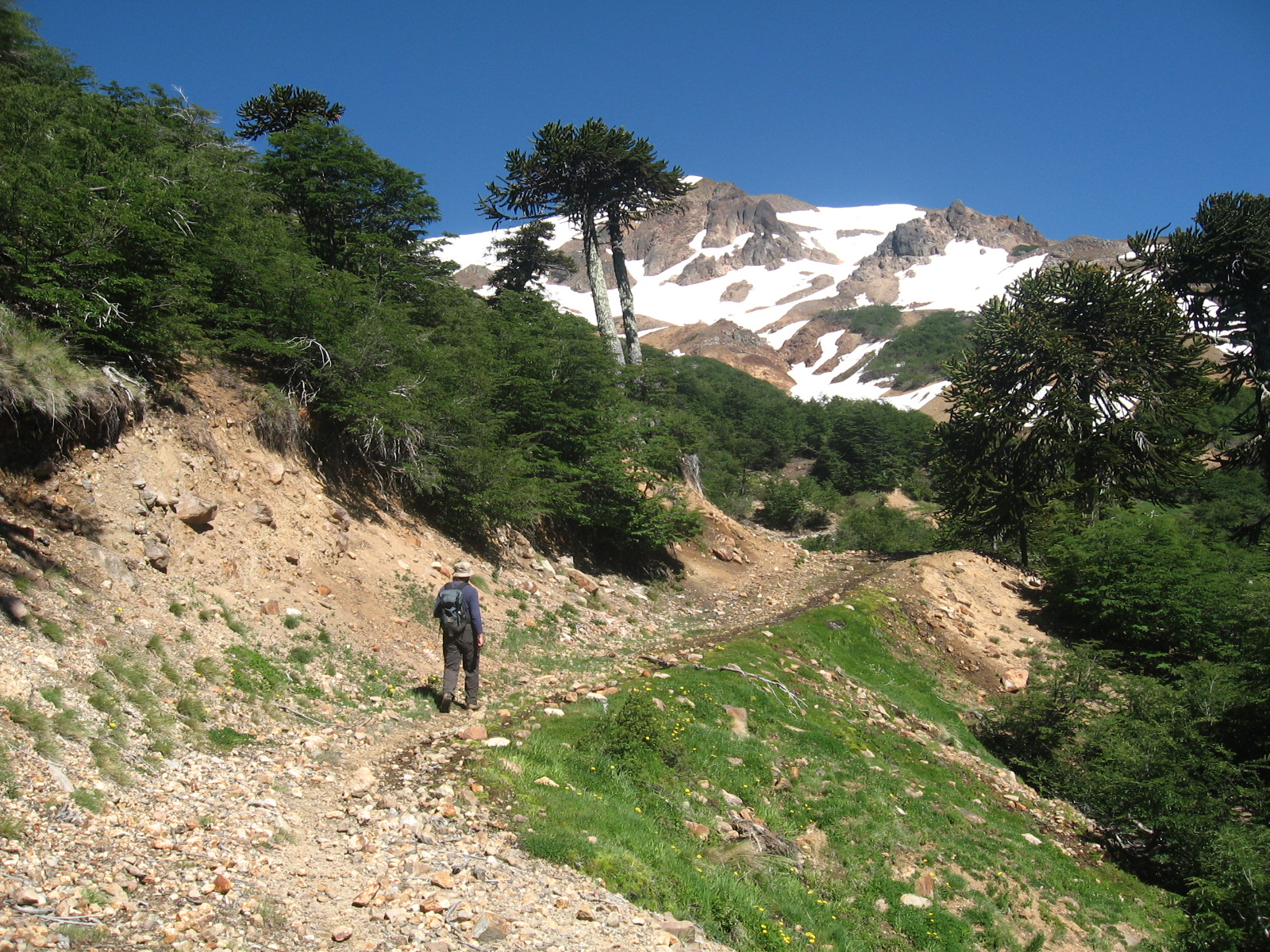
Senderismo camino a paso Las Bayas, en la reserva nacional Ralco

La reserva cuenta con varios senderos:
- Sendero Río Quillaicahue - río Ralco Trayecto
- Sendero Quillaicahue - Salto de Loncotahue
- Sendero Quillaicahue - volcán Callaqui
- Sendero de Chile Tramo Rpagcherrue

Existen lugares habilitados para acampar en el sector de Laguna La Mula.

## Vías de acceso
Se accede a la reserva por el camino que une la ciudad de Los Ángeles con Ralco (en la comuna de Alto Biobío), pasando por las comunidades de Quepuca-Ralco y Ralco Lepoy. La distancia de Los Ángeles a la reserva es de 154 km, de estos 90 km están asfaltados, 57 km son de ripio y los últimos 7 km es un camino de trumao.
Se accede también por la denominada ruta "de la blanca" (nombre que los pehuenches le dieron al volcán callaqui), la que corresponde a la ruta del antiguo camino a Guallalí. Este es un camino que va por la ribera norte del río Pangue, lo cruza y se interna en un bosque de coihues, robles, ñires y araucarias, pasando por el lado norte y este del volcán callaqui. Es una ruta solo para vehículos todoterreno y con conductores expertos. Este camino finalmente se une con la ruta descrita anteriormente, que viene desde Ralco Lepoy

## Visitantes
Esta reserva recibe una pequeña cantidad de visitantes cada año.
| Año         | 2010 | 2011 | 2012 | 2013 | 2014 | 2015  | 2016  | 2017 | 2018  | 2019 | 2020 | 2021 | 2022 | 2023 | 2024 |
| ----------- | ---- | ---- | ---- | ---- | ---- | ----- | ----- | ---- | ----- | ---- | ---- | ---- | ---- | ---- | ---- |
| chilenos    | 516  | 630  | 658  | 870  | 815  | 1.261 | 1.496 | 875  | 1.459 | 265  | 907  | 448  | 959  | 561  | 95   |
| extranjeros | 18   | 13   | 14   | 1    | 12   | 13    | 0     | 0    | 0     | 0    | 0    | 0    | 0    | 0    | 14   |
| Total       | 534  | 643  | 672  | 871  | 827  | 1.264 | 1.496 | 875  | 1.459 | 265  | 907  | 448  | 959  | 561  | 109  |

## Protección del subsuelo
La Reserva Nacional Ralco cuenta con una protección de su subsuelo como lugar de interés científico para efectos mineros, según lo establece el artículo 17 del Código de Minería. Estas labores sólo pueden ser ejecutadas mediante un permiso escrito por el presidente de la República y firmado además por el ministro de Minería.
La condición de lugar de interés científico para efectos mineros fue establecida mediante Decreto Supremo N°20 de 1 de febrero de 2006 y publicado el 11 de mayo de 2006. que fija el polígono de protección.